# Larix occidentalis
Espèce
Classification phylogénétique
Statut de conservation UICN

 LC  : Préoccupation mineure
Le Mélèze de l'Ouest (Larix occidentalis) est une espèce de mélèze du genre Larix et de la famille des Pinaceae originaire du nord-ouest de l'Amérique du Nord.

## Habitat
L'arbre est présent au Canada au sud-est de la Colombie-Britannique et au sud-ouest de l'Alberta mais aussi aux États-Unis dans l'est des États de l'Oregon et de Washington, au nord de l'Idaho et à l'ouest du Montana. L'arbre qui supporte très bien le froid (jusque −50 °C) pousse à des altitudes comprises entre 500 et 2400 mètres. Il apprécie les terrains bien drainés non gorgés d’eau.

## Description

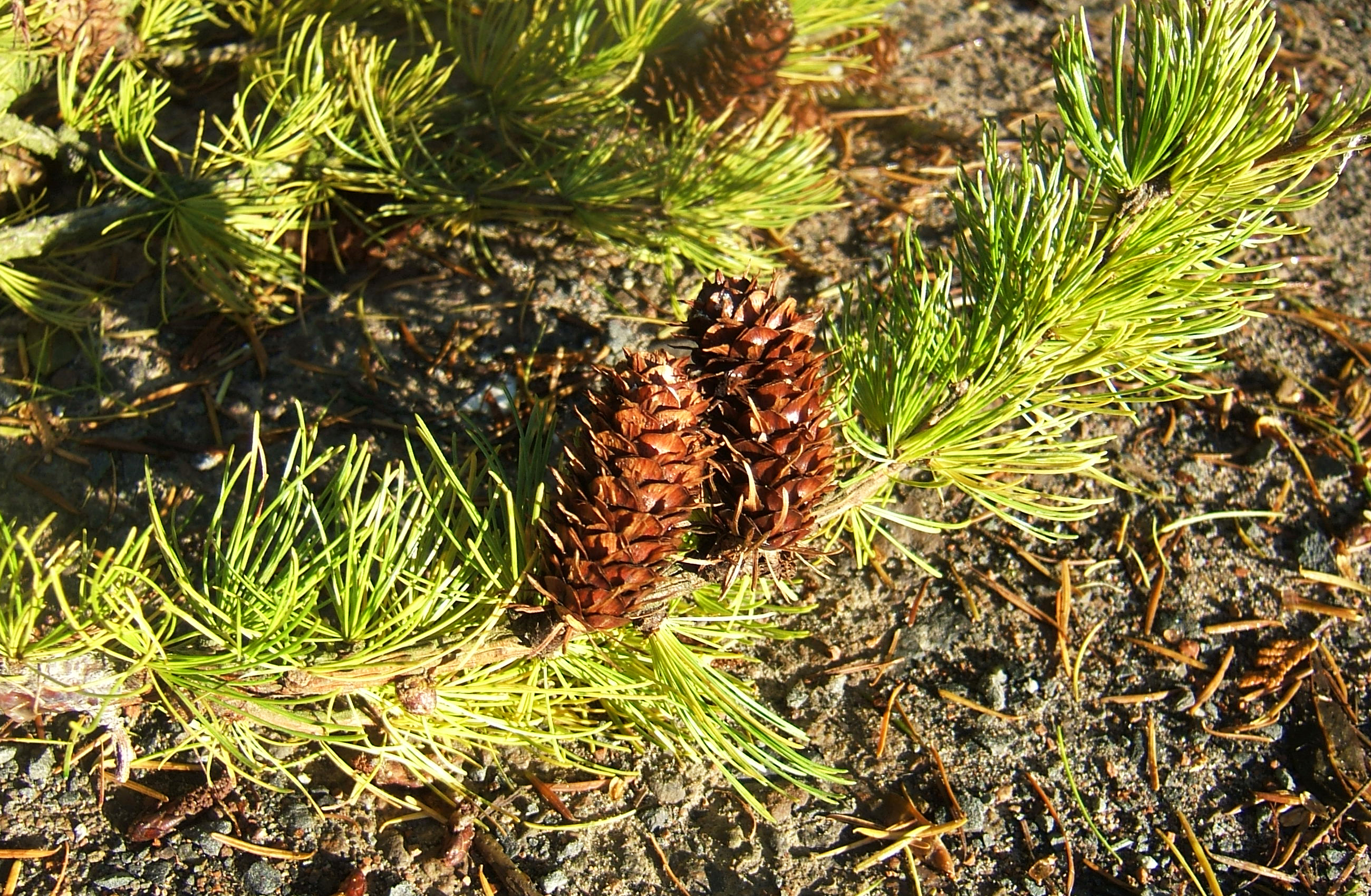
Aiguilles et cônes adultes

L'arbre est un conifère caduc qui peut atteindre 30 à 60 mètres de haut et donc le tronc atteint à la base un diamètre d'un mètre cinquante. La forme de l'arbre est conique et ses branches principales sont dirigées vers le haut alors que leurs ramifications retombent. Les aiguilles sont d'un vert clair, longues de 2 à 5 cm. Elles deviennent jaunes en automne et deviennent brun-orangé durant l’hiver avant de tomber pour laisser la place aux nouvelles aiguilles au printemps. Les cônes sont ovoïdes, de 2 à 5 cm de long, possèdent 40 à 80 écailles. De coloration rouge lorsqu'ils sont immatures, ils virent ensuite au brun une fois mature. Les écailles s'ouvrent 4 à 6 mois après la pollinisation pour libérer leurs graines. Les vieux cônes restent parfois plusieurs années sur l'arbre en se colorant en gris-noir. Les graines sont importantes pour l’alimentation de nombreux oiseaux comme le tarin des pins, le sizerin flammé et le bec-croisé bifascié.

### Utilisation
Le bois est solide et durable. Il est flexible en fines découpes. Il est apprécié dans la construction navale lorsqu’il provient de vieux arbres dépourvus de nœuds. Il est également utilisé pour faire des clôtures en bois. Le bois est très apprécié en tant que combustible dans les régions du nord-ouest du continent américain. Les Amérindiens se nourrissaient du cambium de l'arbre et le mâchaient comme du chewing-gum pour en extraire la sève.
L'arbre est également utilisé pour produire de la térébenthine de Venise.

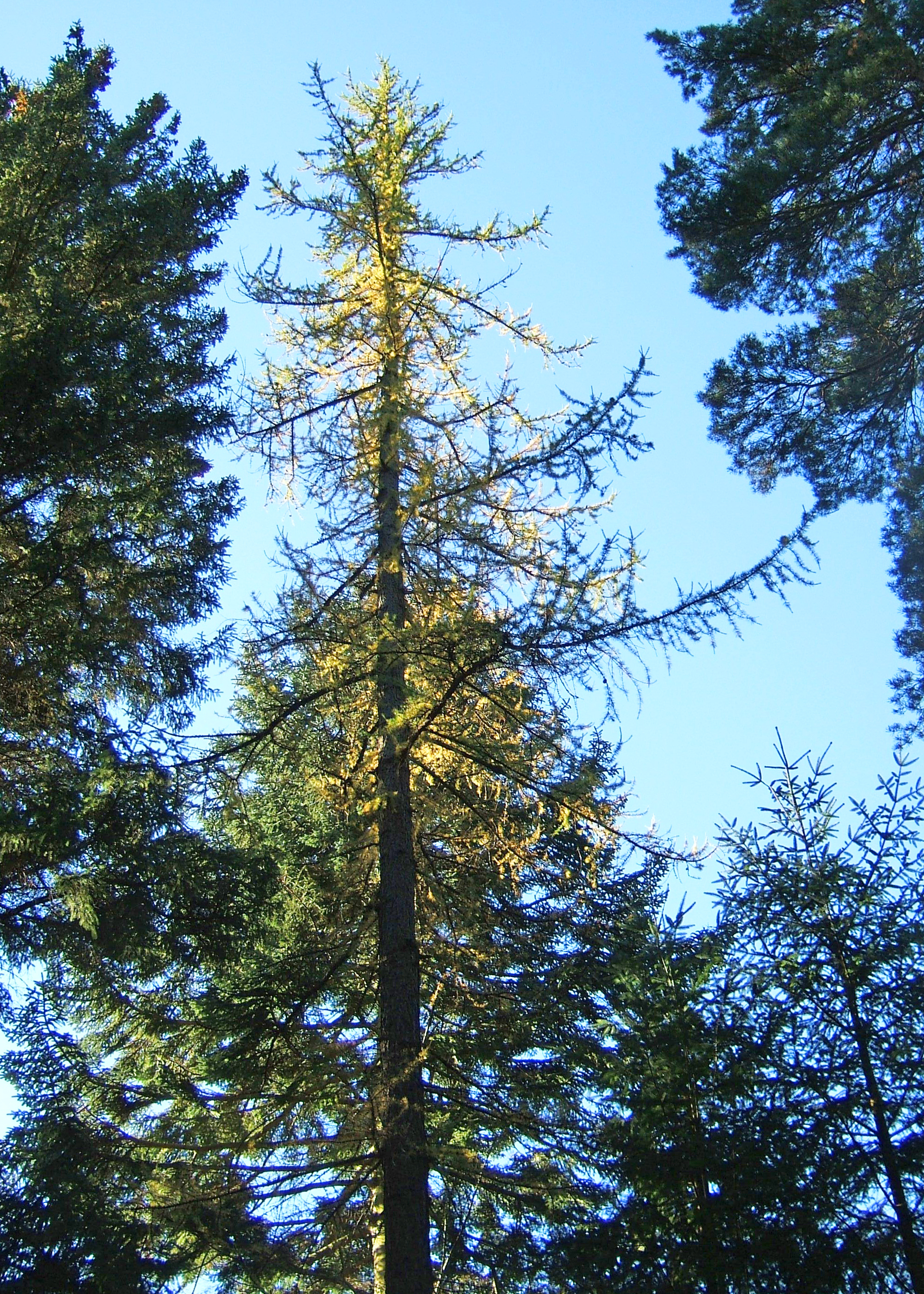
Coloration automnale
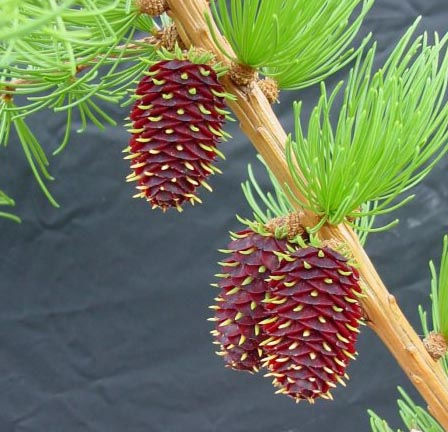
Aiguilles et cônes immatures au printemps

## Sources
1. ↑  Turner, Nancy J. Food Plants of Interior First Peoples (Victoria: UBC Press, 1997)  (ISBN 0-7748-0606-0)